# Eudirectories.se
EUDirectories.se, tidigare Eurocall, är en internet-baserad sök- och informationstjänst. Sökresultaten innefattar adresser, kontaktuppgifter, kartuppgifter och information om verksamheter och myndigheter Europa över. Utöver branschregistret är det även möjligt att söka efter privatpersoner.

## Historia
Eudirectories.se grundades 1992 av det amerikanska telecom-företaget US West (idag Qwest) i samarbete med norska grundare.Eudirectories.se startade som en informationstjänst per telefon, likt dagens "118118", men med huvudinriktning på information om varor och tjänster. Eudirectories.se var även först i Europa med att erbjuda "gula sidorna" över internet. Denna tjänsten lanserades 1995 i Norge och Sverige i samarbete med Schibsted Nett AS (idag SOL). Året efter lanserades en liknande tjänst av nuvarande Eniro i Sverige.